# Liste der Kulturdenkmäler in Mittelreidenbach
In der Liste der Kulturdenkmäler in Mittelreidenbach sind alle Kulturdenkmäler der rheinland-pfälzischen Ortsgemeinde Mittelreidenbach aufgeführt. Grundlage ist die Denkmalliste des Landes Rheinland-Pfalz (Stand: 12. Juni 2023).

## Einzeldenkmäler
| Bezeichnung                               | Lage                                    | Baujahr                            | Beschreibung | Bild            |
| ----------------------------------------- | --------------------------------------- | ---------------------------------- | --- | --------------- |
| Kreuz                                     | Hauptstraße, auf dem Friedhof Lage      | zweite Hälfte des 19. Jahrhunderts | neugotisches Sandsteinkreuz, gusseiserner Kruzifix                                                               | Fotos hochladen |
| Katholische Pfarrkirche St. Christophorus | Kirchstraße Lage                        | 1869–72                            | neugotischer Sandstein-Saalbau, 1869–72, Architekt Karl-Friedrich Müller, Saarlouis; mit Ausstattung             | Fotos hochladen |
| Kriegerdenkmal                            | Kirchstraße, zwischen Nr. 8 und 10 Lage | 1926                               | Kriegerdenkmal für die Gefallenen des Ersten Weltkriegs; vom Kreuz Christi überhöhter Altar, Gelbsandstein, 1926 | Fotos hochladen |
| Pfarrhaus                                 | Kirchstraße 12 Lage                     | 1902                               | ehemaliges Pfarrhaus; gotisierender Backsteinbau, Mittelrisalit, Figurennische, 1902                             | Fotos hochladen |